# Großstübing
Großstübing là một đô thị thuộc huyện Graz-Umgebung bang Steiermark, nước Áo. Đô thị Großstübing có diện tích 17,77 km², dân số thời điểm cuối năm 2005 là 362 người.